# アイドルマスター SideM LIVE ON ST@GE!
『アイドルマスター SideM LIVE ON ST@GE!』（アイドルマスター サイドエム ライブオンステージ）は、アカツキが開発しバンダイナムコエンターテインメントより配信されていた音楽ゲームアプリ。サービス期間は2017年8月30日 - 2021年8月31日。略称は『エムステ』。

## 概要
本作は2014年7月17日から配信されている『アイドルマスター SideM』を題材としたリズムゲームであり、2017年2月11日に開催されたライブイベント「THE IDOLM@STER SideM 2nd STAGE 〜ORIGIN@L STARS〜　Shining Side」にて告知PVが公開され、開発されていることが発表された。その後、2017年5月10日にニコニコ生放送で配信された「理由（ワケ）あって、ニコ生！〜Side Animation〜」にて、第2弾PVが公開され、ゲームジャンルは「ドラマチックアイドル育成ライブゲーム」であることが発表された。2017年7月15日、第3弾PVを公開し、事前登録も開始され、「事前登録315キャンペーン」として事前登録数に応じて、ユーザー全員にもらえる特典も実施された。事前登録者数は開始時点で10万人を突破した。2017年8月30日、アカツキによる開発、およびバンダイナムコエンターテインメントの提供により、サービスが開始された。
このゲームアプリは、アイドルの3DCGによるライブを背景に、音楽ゲームをプレイすることが可能であった。スカウトしたお気に入りのアイドルから組んだユニットで、お仕事やライブをして、トップアイドルを目指していくといったものであった。
2020年12月18日に配信された「アイドルマスター SideM LIVE ON ST@GE!から 重要なお知らせ」にて、2021年1月より運営を縮小し、サービスを将来的に終了することを坂上陽三（総合プロデューサー）と三本昌史（ゲーム統括担当）が発表した。サービス終了の理由について三本は「いまの体制で我々が目指すクオリティーに達するイメージの獲得が難しいという結論に至り、この度サービス終了することになりました」と説明した上で、『SideM』関連の別途新作ゲームアプリの開発を計画していることを発表した。2021年1月以降は復刻イベントを中心とした運営となり、同年3月にイベントやキャンペーン等の更新を終了した。
2021年8月31日11時をもって、サービスを終了した。その後、新たなリズムゲームアプリとして発表された『アイドルマスター SideM GROWING STARS』が2021年10月6日よりサービスを開始したが、こちらについても2023年7月31日をもってサービスを終了することが発表された。

## ゲームシステム
プレイヤーは、芸能事務所「315プロダクション」のプロデューサーとして、所属するアイドルたちのお仕事をサポートしつつ、信頼を深め、スカウトしたアイドルをプロデュースしていく。
プロデュースでは、3種類の「ストーリー」「お仕事」「ライブ」で構成されている。

### ストーリー
各ユニットのアイドルたちの活動の様子や、仲間同士のやり取りが閲覧可能。

### お仕事
ストーリーの後に行う「お仕事」では、ライブ開始までの6週間分のお仕事を振り分け、ライブのパフォーマンスに関わるモチベーションを上昇させていく。また、モチベーションが上昇するだけでなく、アイドルの成長に必要なアイテムも獲得可能。

### ライブ
お仕事の後にライブが開始される。ライブは、3DCGで描かれたたアイドルたちのの歌とダンスで構成されており、画面中央のマーカーに流れてくる音符をタッチするリズムゲーム形式となっている。ライブはプロデュースの一連の流れの他、ホーム画面の「315ライブ」からもプレイが可能。
ライブを進めれば、曲の前半と後半でパフォーマンスを発動するアイドルを選択することになっている。スコアアップ等、様々な効果で構成されたパフォーマンスでは、アイドル選択後に表示されるアイコンを長押しして，タイミングよく指を離すと効果をより高められる「パフォーマンスサポート」が発動し、これが成功すれば100%に近い効果を得ることができるが、長く押しすぎた場合は数値が一定値まで減少してしまい、その効果が低下する。

### レッスン
プロデュースメモを消費し、レッスンを行うとステータスが上昇する。また、「スペシャルレッスン」もあり、ステータスが上昇するだけでなく，アイテムの獲得やアイドルの衣装チェンジも可能。